# Sarn Helen

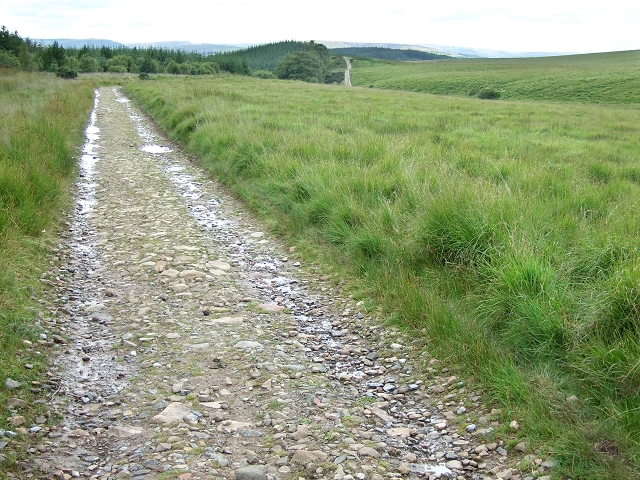
Vista de la calzada en Coed y Rhaiadr, cerca de Glynneath, entre Brecon y Swansea.

Sarn Helen es una calzada romana de 260 km construida en la provincia romana de Britania en Gales que conecta Gales del Norte con Carmarthen, al suroeste del país. Podría corresponder, en parte, o en su totalidad, a la Via Occidentalis, que recorría el país entero de norte a sur.
Entre los posibles orígenes del nombre de la calzada (sarn es calzada en galés), se piensa que podría provenir de Elena de Caernarfon, una santa de origen celta del siglo IV que fue esposa del emperador de la pars occidentalis  (Britania y Galia) del Imperio romano, Magno Clemente Máximo, nacido en la provincia romana de Gallaecia, y quien, según la leyenda, había pedido a su futuro esposo la construcción de tres castra en Segontium (Caernarfon), Caerleon y Carmarthen con calzadas conectándolas. Otro posible origen del nombre podría ser Sarn Lleon o sarn y Lleng, el término en gaélico para referir a la «calzada de la legión».